# Call Me Bwana
Call Me Bwana is een Britse komische langspeelfilm uit 1963 in kleur van de Amerikaanse filmregisseur Gordon Douglas. De hoofdrollen worden vertolkt door Anita Ekberg en Bob Hope. De film kwam in Nederland uit onder de titel Spionnen op safari. Het was tot 2014 de enige film van het productiebedrijf EON Productions die niet over James Bond gaat.

## Verhaal
Bob Hope speelt Matthew Merriwether, een New Yorkse schrijver, die zich voordoet als een groot kenner van het Afrikaanse oerwoud, maar dat allerminst is. Op basis van zijn reputatie wordt hij door de Amerikaanse regering gerekruteerd om een geheime ruimtecapsule op te sporen die in Afrika is neergestort bij de wilde Ekele-stam. Een vijandelijke mogendheid is ook op de hoogte en zendt de verleidelijke geheim agente Luba (Anita Ekberg) achter hem aan, vergezeld door dr. Ezra Mungo die zich voordoet als haar vader. Ze vormen samen een safari en Hope raakt verliefd op Luba. Als ze bij de stam aankomen blijkt die de capsule te aanbidden als een heilig voorwerp.
De film steunt in hoofdzaak op de grappen en grollen van Bob Hope. Er is zelfs een scène waarin hij een partijtje golf speelt met Arnold Palmer, die zichzelf speelt.

## Rolverdeling
| Acteur          | Personage                   |
| --------------- | --------------------------- |
| Bob Hope        | Matthew Merriwether         |
| Anita Ekberg    | geheim agente Luba          |
| Lionel Jeffries | geheim agent dr. Ezra Mungo |